# Южный Камерун
Южный Камерун — южная часть бывшей британской мандатной территории в Камеруне. С 1961 года территория Южного Камеруна, согласно конституции Камеруна, входит в его состав как Южный регион.
С 1994 года фактически бо́льшая часть территории контролируется группировками, которые выступают за независимость так называемой Амбазонии от Камеруна. 31 августа 2006 года (фактически 1 октября 2017 года) Амбазония провозгласила независимость от Камеруна.

## История

### Мандат Лиги Наций
По Версальскому договору, немецкие территории в Камеруне были разделены 28 июня 1919 года, между французским и британским мандатом Лиги Наций. Французский мандат был известен как Камерун. Британский мандат состоял из двух географически обособленных территорий, Северного Камеруна и Южного Камеруна. Была образована территория Южный Камерун со штаб-квартирой в городе Буэа.
Применяя принцип непрямого правления, англичане позволили родным властям управлять населением в соответствии с их собственными традициями. Они также собирали налоги, которые затем были выплачены англичанам. Британцы посвятили себя торговле, и для использования экономических и добыча ресурсов территории. 27 марта 1940 года была создана «Молодёжная лига Камеруна», чтобы противостоять англичанам и добиться независимости.

### Подопечная территория ООН
В 1946 году Лига Наций прекратила своё существование и большинство мандатных территорий были переквалифицированы в Подопечные территории ООН.
Южный Камерун был разделён в 1949 году на две провинции: Баменда (со столицей в Баменде) и Южный Камерун (со столицей в Буэа).
11 февраля 1961 года ООН организовала референдум, на котором у голосовавших было 2 варианта: либо союза с Нигерией, либо с Камеруном. Третий вариант — независимость — встретил сопротивление представителя Великобритании в Совете по опеке ООН сэра Эндрю Коэна и в результате не был включен в список. По результатам референдума было решено закрепить Северный Камерун за Нигерией, а Южный Камерун за Камеруном.

### Движение за независимость

Флаг Амбазонии

После присоединения к Камеруну, англоговорящий Южный Камерун не доверял франкоговорящему правительству Камеруна. В 1994 году, правительство Южного Камеруна приняло решение восстановить независимость территории, и де-юре совершила это 31 августа 2006 года. Фактическая независимость, а равно и формирование органов власти произошло только 1 октября 2017 года. В 1995 году был проведён референдум, на котором 99 % голосовавших проголосовали за независимость от Камеруна.